# Catharina Fock
Catharina Fock, född 1762, död 1807, var en nederländsk bankir. Hon skötte sin make Christiaan van Eeghens handelshus och bankverksamhet efter hans död 1798 till hennes son tog över år 1806 och räknas jämsides med Johanna Borski som en av få kvinnliga bankirer i Nederländerna före 1900-talet. 